# 滋贺文教短期大学
滋贺文教短期大学（日语：／ Shiga Bunkyou Tanki Daigaku *），简称文教短大或BQ，是一所位于日本滋贺县长滨市的私立短期大学。

## 概要

### 简介
- 学校最早可以追溯到1940年[1]。短期大学为于1952年开办[1]、由学校法人松翠学园经营。男女同校[2]。以「信义·至诚·质朴·温和·渐进」为建学精神[3]。

### 历史
- 1952年 在岐阜县郡上郡八幡町、岐阜县浓北短期大学成立。并同时设置日文科。
- 1957年 迁到本巢郡北方町且、改名为岐阜短期大学。
- 1962年 保育科成立。
- 1972年 保育科改编为初等教育 。
- 1975年 岐阜短期大学迁到滋贺县长滨市、且改校名为滋贺文教短期大学。
- 2011年 第三者评价批准适格滋贺文教短期大学。两个学科各自改名为、以下列举
  - 初等教育科→儿童学科[注 1]。
  - 日文科→日本文学科[1]

### 宪章
- 请参看（页面存档备份，存于） 滋贺文教短期大学的标志 （页面存档备份，存于） （日語） 2015年1月6日阅览。

## 学校环境
- 校区：在滋贺县长滨市

## 历任校长
- 松本冨士之助：第一代短期大学校长[1]
- 松本博文：现在短期大学校长[4]

## 组织

### 学科
- 日本文学科
- 儿童学科[注 1]

### 专科
| - 没有 |

### 业余课程
| - 没有 |

### 附属机关
| - 图书馆 |

## 相关链接
- 日本短期大学列表